# Пьотър Савин
Пьотър Фьодорович Савин (на руски: Пётр Фёдорович Саввин) е руски офицер, щабскапитан. Участник в Руско-турската война (1877-1878).

## Биография
Пьотър Фьодорович Савин е роден на 20 юни 1846 г. в семейството на потомствен дворянин от Саратовска губерния. Посвещава се на военното поприще. Завършва Михайловското артилерийско училище по 1-ви разряд. Произведен е в първо офицерско звание подпоручик с назначение като младши офицер в 1-ва Конноартилерийска бригада (1868). Приведен е с гвардейско военно звание прапорщик във 2-ра батарея на Гвардейската конноартилерийска бригада  (1869). Завежда батарейната артилерийска лаборатория. Повишен е във гвардейско военно звание поручик (1873). Назначен е за командир на 1-ви дивизион от 2-ра батарея на Гвардейска конноартилерийска бригада (1874). Изпълнява за един месец и длъжността бригаден адютант. Награден е за усърдна и ревностна служба с орден „Свети Станислав“ III степен.
Участва в Руско-турската война (1877-1878). Назначен е в Гвардейския ескадрон на Почетния на Негово Величество конвой с повишение във военно звание щабскапитан (1877). В състава на Предния отряд с командир генерал-лейтенант Йосиф Гурко се отличава при освобождението на Търново и в боя при село Карабунар.
В битката при Ловеч на 22 август 1877 г.  е тежко ранен от вражески куршум, което води до парализа на двата крака. Награден е със златно оръжие „За храброст“.
Преминава през продължително лечение, но умира от раната в лазарета на „Червения кръст“ в Киев на 27 декември 1877 г. След заповед на император Александър II е погребан на 6 януари 1878 г. в Сергиевския приморски манастир на Санктпетербургската епархия.